# 长柄野扁豆
长柄野扁豆（学名：Dunbaria podocarpa）为豆科野扁豆属下的一个种。

## 扩展阅读
- 維基物種上的相關：长柄野扁豆